# Crazy in Love (Beyoncé-låt)
Crazy in Love är en låt som Beyoncé Knowles hade en hit med 2003. Den var singeletta i flera länder. Låten är komponerad av Beyoncé, Rich Harrison och Jay-Z samt innehåller en sampling från The Chi-Lites' "Are You My Woman (Tell Me So)" från 1970. Låten förekommer som signatur till TV-programmet Robins.